# Franz Hofmann (Schrittmacher)

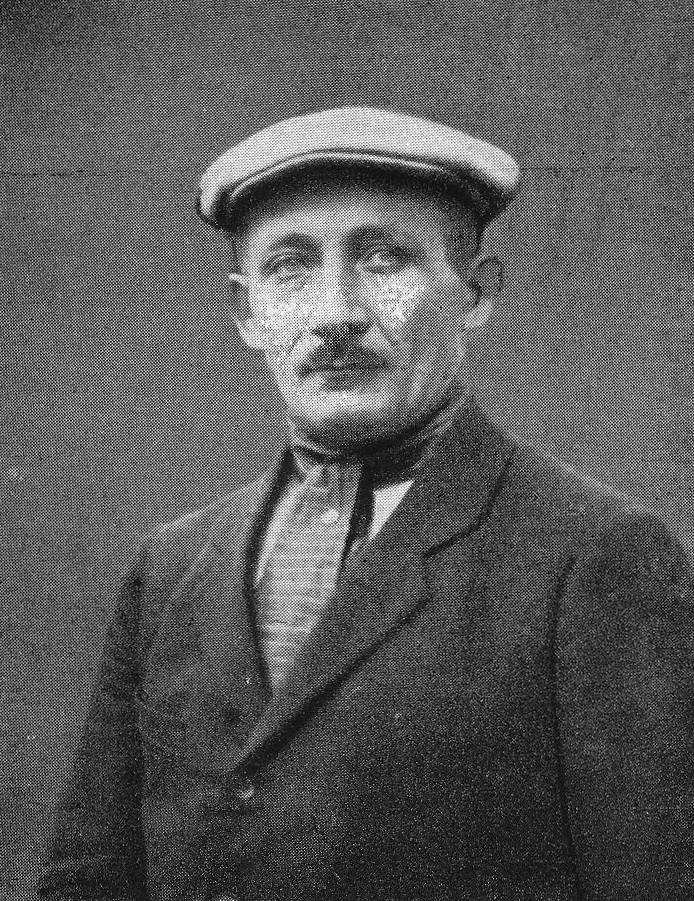
Franz Hofmann (1914)

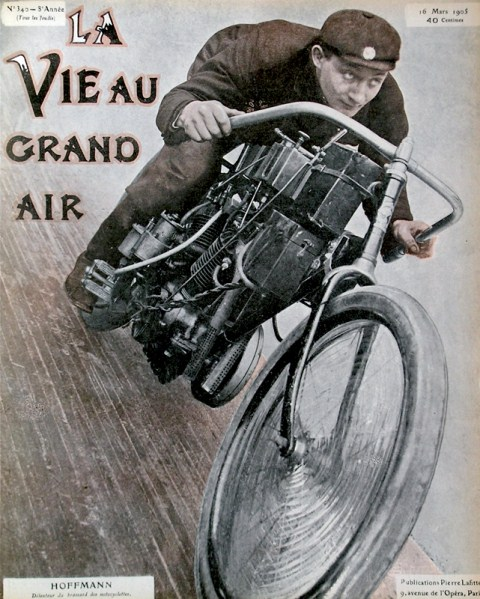
Hofmann auf dem Titelblatt von La Vie au Grand Air

Franz Josef Hofmann (* 13. März 1879 in Striesen; † 19. August 1926 in Hamborn) war ein deutscher Radrennfahrer und Schrittmacher.

## Werdegang
Franz Hofmann, Sohn des Schneiders Johann Hofmann, lernte nach der Schule in einem Fahrradgeschäft, dessen Leitung er später übernahm. In seiner Freizeit fuhr er als Amateur erfolgreich heimische Rennen. 1901 zog er nach Berlin, wurde Berufsfahrer und entdeckte sein Talent als Schrittmacher. 1903 ging Hofmann mit Jimmy Michael in die USA, wo er ein Jahr als Schrittmacher und Pfleger tätig war. Er führte dort auch Einlagerennen mit der einzigen Bahnfahrerin, Margaret Gast. 1903 kam der Rennfahrer Harry Elkes bei einem Rennen hinter Hofmann ums Leben.
In den folgenden Jahren führte Hofmann bekannte Fahrer wie Peter Günther, Paul Guignard, Thaddäus Robl und andere. Fünfmal führte er Fahrer zum WM-Titel, in den Jahren 1904 und 1905 den US-Amerikaner Robert Walthour sowie 1906 und 1907 den Franzosen Louis Darragon. 1909 wurde er gemeinsam mit dem Engländer Leon Meredith Weltmeister bei den Amateur-Stehern.
Hofmann galt als der beste Schrittmacher seiner Zeit und wurde deshalb auch „Schrittmacherkönig“ genannt.
Im Jahr 1908 heiratete er die Berlinerin Wally Bock.
Im Ersten Weltkrieg wurde Franz Hofmann, der sich auch privat schon als Pilot versucht hatte, als Flieger eingesetzt. 1916 wurde er jedoch nach einer schweren Verletzung ausgemustert.
1911 kaufte Hofmann die Berliner „Olympiabahn“ und agierte bis 1919 als deren Direktor, dann nahm er seine Schrittmachertätigkeit wieder auf, da ihm das Geld zu deren Wiederherstellung fehlte. Im Frühjahr 1926 erlitt er bei einem Rennen in Marseille einen schweren Bruch des Unterschenkels, dem angeblich eine goldene Schraube eingesetzt wurde, und benötigte Krücken. Trotzdem ging er am 15. August 1926 im Eröffnungsrennen der neuen Radrennbahn von Hamborn vor Jules Miquel an den Start. Er stürzte und starb vier Tage später an seinen Verletzungen.